# Guto Lacaz
Carlos Augusto Martins Lacaz, conhecido como Guto Lacaz, (São Paulo, 20 de setembro de 1948) é arquiteto e artista plástico brasileiro.

## Biografia
Lacaz formou-se em arquitetura em 1974 pela Faculdade de arquitetura e urbanismo de São José dos Campos.  Ilustrou 17 livros, sendo seu trabalho marcado por surpresa e humor.
A trajetória singular de Guto Lacaz, marcada pela inventividade, transgressão poética e rigor experimental, tem contribuído de maneira decisiva para ampliar os horizontes das artes visuais no Brasil. 
Sua obra, atravessada por humor, tecnologia e crítica, ocupa um lugar de destaque em nossa história recente e continua a inspirar novas gerações de artistas e pensadores.

## Prêmios
- 1978 - 1ª Mostra do Móvel do Objeto Inusitado - MIS (Paço das Artes, São Paulo, SP)[4]
- 1983 - X Prêmio Abril de Jornalismo - Ilustração
- 1984 - Prêmio Espaço Luminária - Phillips MIS
- 1985 - Prêmio Espaço Luminária - Phillips MIS
- 1985 – Prêmio APCA – Novas Mídias
- 1986 - Troféu Creme de la Creme - Harpias e Mansfield
- 1988 – Prêmio APCA -Novas Mídias
- 1990 – XIII Prêmio Abril de Jornalismo – Ilustração
- 1991 – XVI Prêmio Abril de Jornalismo - ilustração
- 1992 - Prêmio ABERJ - Guia Papaiz Itália 90 - Papaiz
- 1992 - Prêmio Excelência Gráfica ABIGRAF - Personagens Femininos de Vânia Toledo
- 1995 - Bolsa John Simon Guggenheim Memorial Foundation
- 1998 - Broadcasting Video Awards - Vinheta Mundo Animal GNT
- 1998 - Melhor Portfólio - Revista Design Gráfico - Market Press Editora
- 1998 - Melhor Trabalho - O Som da Imagem de Caetano Veloso - Paço Imperial Rio de Janeiro
- 1999 - Melhor Portfólio - Revista Design Gráfico - Market Press Editora
- 2000 - 10 Melhores Designers Gráficos - Revista Design Gráfico - Market Press Editora
- 2002 – 5 Melhores Designers Gráficos – Revista Design Gráfico – Market Press Editor
- 2002 – Estação Baileys – Melhor Atividade de Percepção de Marca no Global AMPRO Awards – instalação interativa – Campos do Jordão
- 2005 – Promessa de pescador - Melhor trabalho – voto dos colegas – A Imagem do som de Dorival Caymmi – Paço Imperial Rio de janeiro
- 2006 – Centenário da Asas – cem anos do vôo do 14 bis – Academia Brasileira de Aeronáutica – Universidade Anhembi Morumbi
- 2007 – Prêmio APCA – Obra Gráfica
- 2013 – Prêmio FUNARTE de Arte Contemporânea
- 2017 – Prêmio APCA - "Fronteiras da Arquitetura"[2]
- 2025 – Prêmio APCA – Conjunto da Obra [5]

## Exposições
- 1978 - 1ª Mostra do Móvel do Objeto Inusitado - MIS (Paço das Artes, São Paulo, SP)[4]
- 1982 Idéias Modernas - Galeria São Paulo
- 1985 18ª Bienal Internacional de São Paulo
- 1987 Muamba - Subdistrito Comercial de Arte
- 1987 Modernidade - MAM Paris
- 1988 Brazil Projects - PS1 New York
- 1988 Idéias Modernas - Palácio das Artes - Belo Horizonte
- 1990 O Papel no Cotidiano - Museu Brasileiro do Papel
- 1991 Papéis e seus nomes – Galeria Documenta
- 1992 ECO 92-13 Cartazes para o Meio Ambiente – MAM Rio
- 1993 Idéias Modernas - Casa de Cultura de Poços de Caldas - IMS
- 1993 Páginas preciosas, templo midia – Galeria Luisa Strina
- 1994 Recortes - Paço Imperial do Rio de Janeiro
- 1995 95 Kwangju Internacional Biennale – Korea
- 1996 Recortes - Galeria Luisa Luisa Strina
- 1999 RG Enigmático /Viagens de Identidades - Casa das Rosas
- 2001 Máscaras para mentir - Café Teatro Os Sátiros
- 2001 Atelier Imaginário de Guto Lacaz - Vitrine Artefacto - D&D
- 2001 Móbiles - Galpão de Design
- 2001 Trajetória da luz - Itaú Cultural
- 2001 Salon des 100 – Uma homenagem à Toulouse Lautrec - Paris
- 2002 Cadernos Modernos – Papper House
- 2003 A arte atrás da arte – MAM Villa Lobos
- 2003 Pequenas Grandes Ações – serigrafias - Val de Almeida Galeria, Galeria Circo Bonfim em Belo Horizonte, Dos artistas para Cidade – Galeria Olido e Mano Fato Mano – CCSP - 2014
- 2004 Máscaras para mentir – Arte na Escola - MAM
- 2005 Pinacotrens – Pinacoteca do Estado de São Paulo
- 2005 Art Detectors – Ocupação – Paço das Artes
- 2005 Chita releituras – Ovo
- 2005 Virada Cultural – RG Enigmático – CCSP
- 2006 Santos=Dumont designer – Museu da Casa Brasileira São Paulo
- 2007 GRÁFICA - Centro Cultural São Paul0
- 2008 Maquetes Reunidas – Capela do Morumbi – DPH
- 2008 Rotores – Galeria Marilia Razuk
- 2008 Isaac Newton / Albert Einstein – Einstein / Instituto Sangari
- 2008Comparação entre 2 trens – Einstein gdanken – Einstein / IS
- 2008Jogos plásticos com figuras e objetos – Game Cultura SESC Pompéia
- 2009 Santos=Dumont designer – Museu da Casa Brasileira SP,MAC Campinas, Centro Cultura Ribeirão Preto e SESC São José dos Campos
- 2014Ulysses, o elefante biruta
- 2016 art lab – Galeria Marcelo Guarnieri
- 2017 ADORARODA – 7ª Mostra 3M da Arte
- 2019 Allegro, ocupação Chácara Lane
- 2022 Antimatéria – Galeria Raquel Arnaud
- 2010 Pinturas Roubadas reaparecem na Bienal – Padaria Bienal
- 2011 OFNI Paranoá – Objeto flutuante não identificado – Aberto Brasília CCBB
- 2011 Arte em Movimento – Memorial da América Latina
- 2011 VIII Leilão de Pratos Museu Lasar Segal – Trio
- 2011 Conjunto eólico Claudio, Leonardo e Orlando Vilas Boas, Obra Viva. Base 7, parquet Estoril SBC
- 2012 OFNIs Ibirapuera – Objetos flutuantes não identificados Ibirapuera – Cultura e meio Ambiente PMSP
- 2012 Eletro Livros – Maria Antonia USP
- 2014 As cameras duplas – Sala Mario Schenberg FUNARTE SP
- 2014 benTV e Abbey Road – Arquitetura e territorios afins – Carbono Galeria
- 2014 Saravá, espiral cinética para o Elevador Lacerda – III bienal da Bahia
- 2014 Três Velas – III Bienal da Bahia
- 2014 Ulysses, o elefante biruta – Parque da Pedreira, Campinas
- 2014 3 setas – intervenção urbana
- 2014 Diálogos com Palatnik – MAM SP , Sala Paulo Figueiredo
- 2015 Jogando com Ben Patterson, Bolsa de Arte
- 2015 As Margens dos Mares, Pororoca, SESC Pinheiros
- 2015 Reverta, Reciglagem /Miragem, Oca
- 2015 Invento, Rádios Pescando, Oca
- 2016 Máscara Negra, painéis cinéticos – Galeria Arte Aplicada
- 2017 Vitrine ABER – Galeria Ipê – Biblioteca Mario de Andrade
- 2017 Siga seu Coração – Precioso Coração - Instituto Lado a Lado - MCB
- 2017 Mostra Design na Aviação Brasileira (Museu da Casa Brasileira, São Paulo, SP)[6]
- 2017 Janelas Indiscretas – Galeria Periscópio BH
- 2017 Panorâmica em Video - Aldeia, Florianópolis
- 2017 Adoraroda – Largo da Batata, Mostra 3M de Arte
- 2018 As Quarto Revoluções Industriais – 15 painéis na Av Paulista – UGT / DOC galleria
- 2018 YOYO, tudo que vai volta – SESC Belenzinho / Base 7
- 2018 art lab – Galeria Marcelo Guarnieri
- 2019 O pequeno colecionador – Galeria Carbono
- 2019 Órbitas – Valsas, Consulado Geral de Portugal
- 2019 Abbey Road SP – video
- 2019 allegro – Chácara Lane/Gabinete do desenho – MCSP
- 2021 AR – três eletro livros - Casa de Cultura do Parque
- 2021 Zona da Mata – áreas verdes, video  - MAC e MAM
- 2022 Archipelago - MIS
- 2022 Arte é bom – MIS
- 2022 Cria – FIESP
- 2022 Antimatéria – Galeria Raquel Arnaud
- 2024 Guto Lacaz: cheque mate, Itaú Cultural[7]
- 2025 ondadada – Pina Santos

## Instalações e Sites Specifics
- 1986 - Eletro Esfero Espaço - A Trama do Gosto - Fundação Bienal
- 1988 - Trens em Casa - Design Store

1989 - Auditório para Questões Delicadas - Lago do Ibirapuera - SMC
- 1991 - Cosmos, um passeio no infinito - MASP
- 1992 - Música ao Vivo - Centro Cultural UFMG - Belo Horizonte
- 1992 - Video Games Mesmo - Forum BHZ de Vídeo
- 1992 - Tora! Tora! Tora! - Columbia
- 1993 - Páginas Preciosas, templo mídia - Galeria Luisa Strina
- 1994 - Periscópio - Arte Cidade II
- 2000 - Garoa Modernista - Oficina Cultural Oswald de Andrade
- 2000 - Ciclo Cine - Free Jazz - MAM Rio
- 2001 - Ciclo Cine - El Foco - Casa das Caldeiras
- 2003 – Mesas de pensar roupa – 15º São Paulo Fashion Week
- 2005 – Garoa Modernista – projeto Octógono – Pinacoteca do ESP
- 2005 – Pinacotrens – Pinacoteca do Estado de São Paulo
- 2006 – Parede em Movimento – Projeto parede MAM São Paulo
- 2006 – Linhas de água – Luz da Luz – SESC Pinheiros
- 2006 – Cataventos – Off Bienal – MuBE
- 2007 – Muro das Lamentações – Ciclo Multicultural –Centro de Cultura Judáica
- 2007 – Palíndromoscópio – Nó na Língua – SESC 25 de maio
- 2009 – Buenos livros – Oxigênio – Parque Buenos Aires
- 2010 – Buenos Livros – Oxigênio – Parque Buenos Aires
- 2010 - Ondas d’água – lago da praça do SESC Belenzinho
- 2011 – Raios de Sol – Oxigienio – Parque Buenos Aires
- 2010 – A terceira Margem do rio – AmBev/Trip – marquise do Ibirapuera SP
- 2013 – Trigêmeos Ciclistas – Mais de Mil Brinquedos SESC Pompéia
- 2013 – UTROPIC – Centrum Cztuki Wspólczesnej, Wskansenie Miniatur W – Polônia
- 2014 – Saravá, espiral cinética para o Elevador Lacerda – III Bienal da Bahia
- 2014 – Tres Velas – III Bienal da Bahia - estudo
- 2014 – Ulysses, o elefante biruta – Parque da Pedreira, Campinas
- 2015 – ALEX ALEX, Dia do Garfitti, CCSP
- 2016 – Ora Bolas! Museu da Imaginação
- 2016 – ELETRO ESFERO ESPAÇO – aquisição Estação Pinacoteca
- 2017 – Adoraroda – Largo da Batata, 3M

## Performances
- 1983 - Eletro Performance – Radar Tantã, FUNARTE e 18ª Bienal Internacional de São Paulo
- 1985 - Estranha Descoberta Acidental - 18ª Bienal Internacional de São Paulo
- 1990 - 10 Cenas com um Armário - Securit - MIS
- 1992 - Máquinas e Motores na Sociedade - Teatro Crowne Plaza
- 1999 - Máquinas II - Teatro Cultura Artística
- 2000 - Máquinas II - Teatro Alfa - sala B
- 2001 - Máquinas II - Teatro do Centro da Terra
- 2001 - Cinco Séculos de Silêncio com Marcelo Bratke - CC Banco do Brasil
- 2002 – 22 Antes e Depois – Pocket Opera – SESC Ipiranga
- 2016 – Ludo Voo – Teatro Olido
- 2008 – 3 – Pequeno repertório de performances: Eletroperformance, Máquinas III e IOU - a fábula do cubo e do cavalo – Teatro Aliança Francesa
- 2009 – Máquinas V – Teatro Aliança Francesa SP
- 2012 – Heli Cubo – II Circuito Rgional de Performance Bode Arte – Natal – RN
- 2015 – Ludo Voo – Ciclo O que não é performance? – Coletivo sem Título – Centro Universitário Maria Antonia
- 2015 – apresentação do kit de identificação e sobrevivência para curadores – Artivação - Curso de Laboratório de Curadoria MAM SP
- 2015 – Perfor 6, Biciclóptica, Largo da Batata
- 2023 – Ludo Voo, SESC Paulista

## Trabalhos Urbanos
- 2005 – Relógio Lúdico – Escola Carlitos – São Paulo
- 2012 – Conjunto eólico Claudio, Leonardo e Orlando Villas Boas – Parque Estoril SBC – Base 7
- 2014 – Ulysses, o elefante biruta – Parque da Pedreira, Campinas
- 2015 – ALEX ALEX – Dia do Graffiti – CCSP
- 2015 – Áreas verdes – intervenção urbana - video
- 2015 – 3 setas – intervenção urbana – video
- 2016 – Abbey Road SP – video
- 2017 – Adoraroda, Largo da Batata, 3M

## Trabalhos em Coleções
- 2006 – Clube da Gravura do MAM – centenário do vôo do 14 bis
- 2008 – acervo de design do MAM – mesa zig zag – Tok Stok
- 2010 – Ondas d’água, conjunto cinético – SESC Belenzinho
- 2014 -  Clube de design do MAM  - calendário dois cubos
- 2016 – acervo Pinacoteca – ELETRO ESFERO ESPAÇO – instalação
- 2017 – ALEX ALEX, Fazenda Avaré - Isabel Lacaz e Roberto Rudge
- 2017 – Pequenas Grandes Ações – Coleçao de Arte da Cidade  SP e SESC 24 de maio